# Diogo de Melo Pereira
Frei Diogo de Melo Pereira (Bertiandos, Ponte de Lima, c. 1611 - Guimarães, 26 de Agosto de 1666), foi Cavaleiro da Ordem de Malta, Balio de Leça e de Negroponte. Foi ainda militar durante a Guerra da Restauração, onde serviu como Governador das Armas do Minho.

## Biografia
Diogo de Melo Pereira nasceu entre 1609 e 1613, provavelmente em Bertiandos, Ponte de Lima, o segundo dos onze filhos de Fernão da Silva Pereira, 3º Administrador do 1º Morgadio de Bertiandos, e de sua mulher D. Leonor de Melo. Por alvará régio de 20 de Março de 1621, recebe o foro de Moço Fidalgo da Casa Real, juntamente com os seus irmãos Francisco, Lopo, António, Manuel, Fernão e Bernardo.
A 10 de Setembro de 1625, ingressa na Ordem de Malta, onde teve as Comendas de Poiares, Moura Morta, Veade, Sernancelhe, Torres Vedras e Torres Novas. Viajou, ainda novo, para a Ilha de Malta, onde participou em diversas batalhas contra os turcos e os berberes no Mar Mediterrâneo. Participou na tomada aos turcos da cidade de Santa Maura, onde foi ferido na mão direita com um tiro de mosquete, e na tomada do Castelo de Miripótamo, onde, ao escalar a muralha, foi novamente ferido, desta vez com uma seta na perna.
Após a Restauração da Independência em 1640, foi chamado para prestar serviço militar como Capitão-mor de Barcelos, em carta de 29 de Maio de 1641, governando as Armas da Província, em conjunto com Manuel Teles de Meneses e o Coronel Viole de Athis. Em 1641 governava a praça de Lamas de Mouro na fronteira de Castro Laboreiro e em 1645 tomou Salvaterra do Minho à Galiza, que se manteve na mão dos portugueses até ao final da guerra. Dentre os variados folhetos patrióticos que circulavam em Portugal na altura, a enaltecer as vitórias das tropas portuguesas e relatando as incursões sobre território inimigo, consta a "Relaçam da entrada que fizeram em Galliza os Governadores das armas da Provincia de entre Douro, & Minho o Mestre de Campo Violi de Athis, que por carta de sua Magestade exercita o cargo de Mestre de Campo General, & Manoel Telles de Menezes Governador do Castello de Vianna, & Frey Diogo de Mello Pereira Comendador de Moura Morta, & Veade da Religiaõ de sam Ioam de Malta, Capitam mor de Barcellos" e "Relaçam do felice sucesso, que tiveram Fr. Dioguo de Mello Pereira de Britiandos, Commendador de Moura Morta & Fr. Lopo Pereira de Lima, seu irmão Commendador de Barró da Ordem de Malta, a quem o General Dom Gastão Coutinho encarregou do governo das armas, na entrada, que se fez em Galiza..." (ambas impressas em Lisboa, em 1641 e 1642, respectivamente).
A 7 de Julho de 1645, Frei Diogo de Melo Pereira pede a D. João IV que o excuse da responsabilidade do Governo das Armas do Minho, para que possa regressar a Malta. É-lhe dada permissão, tendo voltado às armadas em Malta. Nesse mesmo ano comandou a galera Santa Maria della Vittoria e no ano seguinte a San Giovanni. Foi Balio de Negroponte, Conservador Conventual, Seniscal e Governador da Justiça, servindo ainda como Mordomo-Mor e Lugar-Tenente do Grão-Mestre Frei Giovanni Paolo Láscaris di Ventimiglia e Castellar.
Voltou definitivamente a Portugal, tendo sido nomeado Mestre de Campo General em 1659, e integrou o Conselho de Sua Magestade. Recebeu o Baliado de Leça em 1664 e morreu dois anos mais tarde, em Guimarães, a 26 de Agosto de 1666, tendo instituído um vínculo que anexou ao 1º Morgadio de Bertiandos. Encontra-se sepultado na capela-mor da igreja do Mosteiro de Leça do Balio, do lado da Epístola, num túmulo ao lado do de seu irmão Lopo, com o letreiro: "Irmãos unidos em vida e morte" e a inscrição: "Aqui jaz Fr. Diogo de Melo Pereira Balio de Leça do Concelho de Sua Magestade Comendador das Comendas de Poiares Moura Morta Veade Torres Vedras e Torres Novas Lugar Tenente que foi da sua Religião em Malta. Faleceo aos 26 de Agosto de 1666".